# Campeonato Mundial de Taekwondo de 2003
O Campeonato Mundial de Taekwondo de 2003 foi a 16ª edição do evento, organizado pela Federação Mundial de Taekwondo (WTF) entre 24 de setembro a 28 de setembro de 2003. A competição foi realizada no Estádio Garmisch Olympia, em Garmisch-Partenkirchen, Alemanha. 

## Resultados
Os resultados foram os seguintes. 
Masculino
| Evento        | Ouro                              | Prata                         | Bronze                           |
| Até 54 kg     | Coreia do Sul Choi Yeon-ho        | Reino Unido · Paul Green      | Azerbaijão · Zahid Mammadov      |
| Até 54 kg     | Coreia do Sul Choi Yeon-ho        | Reino Unido · Paul Green      | Filipinas · Roberto Cruz         |
| Até 58 kg     | Taipé Chinesa · Chu Mu-yen        | Irão Behzad Khodadad          | Coreia do Sul Ko Seok-hwa        |
| Até 58 kg     | Taipé Chinesa · Chu Mu-yen        | Irão Behzad Khodadad          | Estados Unidos · Tim Thackrey    |
| Até 62 kg     | Taipé Chinesa · Huang Chih-hsiung | Espanha · Omar Badia          | Estados Unidos · Peter López     |
| Até 62 kg     | Taipé Chinesa · Huang Chih-hsiung | Espanha · Omar Badia          | Irão Omid Gholamzadeh            |
| Até 67 kg     | Coreia do Sul Kang Nam-won        | Estados Unidos · Mark López   | Alemanha · Erdal Aylanc          |
| Até 67 kg     | Coreia do Sul Kang Nam-won        | Estados Unidos · Mark López   | Azerbaijão · Niyamaddin Pashayev |
| Até 72 kg     | Coreia do Sul Kim Kyo-sik         | Irão Hadi Saei                | Azerbaijão · Rashad Ahmadov      |
| Até 72 kg     | Coreia do Sul Kim Kyo-sik         | Irão Hadi Saei                | Áustria · Tuncay Çalışkan        |
| Até 78 kg     | Estados Unidos · Steven López     | Alemanha · Mohamed Ebnoutalib | Espanha · Rosendo Alonso         |
| Até 78 kg     | Estados Unidos · Steven López     | Alemanha · Mohamed Ebnoutalib | Coreia do Sul Oh Seon-taek       |
| Até 84 kg     | Irão Yousef Karami                | França · Mickaël Borot        | Turquia · Bahri Tanrıkulu        |
| Até 84 kg     | Irão Yousef Karami                | França · Mickaël Borot        | Azerbaijão · Tavakkul Bayramov   |
| Mais de 84 kg | Irão Morteza Rostami              | Dinamarca · Zakaria Asidah    | Croácia · Mici Kuzmanović        |
| Mais de 84 kg | Irão Morteza Rostami              | Dinamarca · Zakaria Asidah    | Taipé Chinesa · Lin Wen-cheng    |

Feminino
| Evento        | Ouro                          | Prata                         | Bronze                                 |
| Até 47 kg     | Espanha · Brigitte Yagüe      | China · Wang Ying             | Alemanha · Thucuc Pham                 |
| Até 47 kg     | Espanha · Brigitte Yagüe      | China · Wang Ying             | Venezuela · Dalia Contreras            |
| Até 51 kg     | Coreia do Sul Lee Ji-hye      | Cuba · Yanelis Labrada        | Estados Unidos · Elisha Voren          |
| Até 51 kg     | Coreia do Sul Lee Ji-hye      | Cuba · Yanelis Labrada        | Tailândia · Yaowapa Boorapolchai       |
| Até 55 kg     | Coreia do Sul Ha Jeong-yeon   | Estados Unidos · Taylor Stone | Tailândia · Nootcharin Sukkhongdumnoen |
| Até 55 kg     | Coreia do Sul Ha Jeong-yeon   | Estados Unidos · Taylor Stone | Canadá · Véronique St-Jacques          |
| Até 59 kg     | Grécia · Areti Athanasopoulou | México · Iridia Salazar       | Espanha · Sonia Reyes                  |
| Até 59 kg     | Grécia · Areti Athanasopoulou | México · Iridia Salazar       | Dinamarca · Lise Hjortshøj             |
| Até 63 kg     | Coreia do Sul Kim Yeon-ji     | Canadá · Karine Sergerie      | Austrália · Tina Morgan                |
| Até 63 kg     | Coreia do Sul Kim Yeon-ji     | Canadá · Karine Sergerie      | Bielorrússia · Yuliya Sukhavitskaya    |
| Até 67 kg     | Coreia do Sul Lee Sun-hee     | Croácia · Sandra Šarić        | Cazaquistão · Liya Nurkina             |
| Até 67 kg     | Coreia do Sul Lee Sun-hee     | Croácia · Sandra Šarić        | Grécia · Elisavet Mystakidou           |
| Até 72 kg     | China · Luo Wei               | França · Myriam Baverel       | Marrocos · Mounia Bourguigue           |
| Até 72 kg     | China · Luo Wei               | França · Myriam Baverel       | Espanha · Aitziber Los Arcos           |
| Mais de 72 kg | Coreia do Sul Youn Hyun-jung  | Croácia · Nataša Vezmar       | China · Chen Zhong                     |
| Mais de 72 kg | Coreia do Sul Youn Hyun-jung  | Croácia · Nataša Vezmar       | Grécia · Kyriaki Kouvari               |

## Quadro de medalhas
O quadro de medalhas foi publicado. 
| Ordem | País           | Medalha de ouro | Medalha de prata | Medalha de bronze | Total |
| ----- | -------------- | --------------- | ---------------- | ----------------- | ----- |
| 1     | Coreia do Sul  | 8               | 0                | 2                 | 10    |
| 2     | Irão           | 2               | 2                | 1                 | 5     |
| 3     | Taipé Chinesa  | 2               | 0                | 1                 | 3     |
| 4     | Estados Unidos | 1               | 2                | 3                 | 6     |
| 5     | Espanha        | 1               | 1                | 3                 | 5     |
| 6     | China          | 1               | 1                | 1                 | 3     |
| 7     | Grécia         | 1               | 0                | 2                 | 3     |
| 8     | Croácia        | 0               | 2                | 1                 | 3     |
| 9     | França         | 0               | 2                | 0                 | 2     |
| 10    | Alemanha       | 0               | 1                | 2                 | 3     |
| 11    | Canadá         | 0               | 1                | 1                 | 2     |
| 11    | Dinamarca      | 0               | 1                | 1                 | 2     |
| 13    | Cuba           | 0               | 1                | 0                 | 1     |
| 13    | Reino Unido    | 0               | 1                | 0                 | 1     |
| 13    | México         | 0               | 1                | 0                 | 1     |
| 16    | Azerbaijão     | 0               | 0                | 4                 | 4     |
| 17    | Tailândia      | 0               | 0                | 2                 | 2     |
| 18    | Austrália      | 0               | 0                | 1                 | 1     |
| 18    | Áustria        | 0               | 0                | 1                 | 1     |
| 18    | Bielorrússia   | 0               | 0                | 1                 | 1     |
| 18    | Cazaquistão    | 0               | 0                | 1                 | 1     |
| 18    | Marrocos       | 0               | 0                | 1                 | 1     |
| 18    | Filipinas      | 0               | 0                | 1                 | 1     |
| 18    | Turquia        | 0               | 0                | 1                 | 1     |
| 18    | Venezuela      | 0               | 0                | 1                 | 1     |
| Total | Total          | 16              | 16               | 32                | 64    |